# Will y Dewitt
Will y Dewitt es una serie animada de televisión Estadounidense/Canadiense animada en flash producida por Cookie Jar Entertainment. Sus personajes principales son la rana Dewitt y un niño llamado Will. La serie se estrenó en el horario 9:30 a.m. ET/PT el 22 de septiembre de 2007 en The CW en los Estados Unidos y YTV en Canadá.
Los valores de la serie giran en torno a la motivación que un amigo puede dar cuando hay dificultades en la vida.

## Personajes

### Personajes principales
- Willard "Will": Will es un muchacho rudo y amable de 6 años que como una policía, como muchos otros que vaya con otros niños que se cierre la puerta de su edad, se enfrenta aquí en el sitio willdewitt.com es un sitio en línea en la computadora a experiencias nuevas y emocionantes a un bicho atrapo una hoja en el árbol gigante, como el intento de tener botas nuevas o dormir solo en la noche dice Yoo Boo Boo. Aunque es los vídeos de Will y Dewitt es posible de la música llamada Bobbi Page que un reproductor de DVD para ver el disco estos nuevos desafíos sean difíciles , con la ayuda de Dewitt, puede superar los desafíos del día a día con alegría. Su color favorito es el azul y su súper héroe favorito es el Chico Rana. Connor Price es quien da la voz en inglés a este personaje
- Dewitt: Dewitt es una rana antropomórfica que puede transformarse en cualquier elemento o grita le dice "uh-oh!" o dice "vaca", animal o cosa, por lo general y amable como es perfecto una ayuda visual de altura a una broma que acaba de formular. Su peluche es Boo!. Él también es un menudo y experto imitador. En cada episodio, da el apoyo y que bueno la motivación. Sin embargo. que necesita Will para obtener increíbles soluciones a los desafíos que no quiere canciones. que se le presenta en la rana en el pie dice "Made in UK". Dewitt puede transportarse .Booker White envase se alca la rana del mundo de la línea de pañales Kandoo de la empresa Procter & Gamble. Su color favorito es el verde. Richard Ian Cox da voz en inglés a este personaje.

### Personajes secundarios
- Fred Es el hermano mayor de Will. Lo malo es amable que él se cree mejor que dice "oso" su hermano menor y lo fastidia todo el tiempo. Cuando escucha a su hermano decir que le tiene miedo a la noche, él le dice "gallina", porque el solo quiere molestar. Su color favorito es el azul.
- Kate: Es la hermana menor de Will, Su hermana dice "caballo", a la que dice "guepardo" a le gustan los animales y es amable. Su color favorito es el rosa. Nissa Isen da la voz a este personaje.
- Zipper: Es una rata que es muy amable. Su color favorito es el marón.
- Mamá y Papá: Los padres de Will y Kate siempre están cerca y dispuestos a echar una mano si sus hijos lo necesitan. Son divertidos, comprensivos y comprensivos. La voz de mamá en inglés fue interpretada por Katie Griffin, y la voz de papá en inglés fue interpretada por Richard Binsley.
- Bucley, Brock y Brent: Es unas ranas que tocan canciones. Su color favorito es el morado.
- Samuel "Sam": Es el amigo de Will, que también le gusta el Chico Rana le dice "camello". Tiene la piel oscura y lleva gafas. También es bueno para contar chistes. Se parece cuentos como "Las aventuras de Pinocho", "La Bella y la Bestia", "La Cenicienta", "Aladdin y la lámpara maravillosa", "La espada en la piedra", "Caperucita Roja", "La sirenita", "Robin Hood" y "Henny Penny".

## Relevancia educativa
Will y Dewitt es un programa de advertainment/entretenimiento educativo de media hora que brinda respaldo a la línea Kandoo de productos de higiene infantil, anteriormente una marca secundaria de la línea de productos para bebés Pampers de Procter & Gamble (prueba de ello es la aparición de Dewitt en los envases de la línea infantil).

## Redes
Will y Dewitt se estrenó en el horario de 9:30 a.m. ET/PT el 26 de septiembre de 2008 en The CW para la región de los Estados Unidos.